# Cimetière de Loschwitz
 (septembre 2015).
Si vous disposez d'ouvrages ou d'articles de référence ou si vous connaissez des sites web de qualité traitant du thème abordé ici, merci de compléter l'article en donnant les références utiles à sa vérifiabilité et en les liant à la section « Notes et références ».
Le cimetière de Loschwitz (Loschwitzer Friedhof) est un cimetière situé à Loschwitz, quartier de la ville de Dresde. Il a été fondé en 1800 et fait partie du patrimoine culturel protégé depuis 1985.

## Historique
Le petit cimetière de la paroisse luthérienne-évangélique de Loschwitz étant devenu insuffisant, un second cimetière a été fondé à la Pillnitzer Landstraße et agrandi par la suite. Il est partagé en une partie ancienne et une partie nouvelle, ouverte en 1918.
La chapelle a été construite en 1893 par Friedrich Reuter. Les vitraux sont de Wilhelm Walther, tandis qu'une Crucifixion à l'extérieur est l'œuvre du sculpteur Johannes Hartmann de Leipzig. Les cloches ont été fondues en 1947 avec l'inscription Die Friede (la paix) par Friedrich Wilhelm Schilling d'Apolda.
Le cimetière a été inondé en 2002 à cause des crues de l'Elbe. Les dommages ont été réparés grâce à l'aide de la population civile.

## Tombes

### Sépultures remarquables
Le cimetière abrite les sépultures de nombreux artistes, dont soixante sont considérées comme patrimoine artistique. Il est protégé depuis 1985.
- Walter Arnold : sa sépulture comporte une sculpture de ses mains Il n'y a pas de souffrance étrangère
- Hermann Glöckner : tombe de Peter Makolies
- Josef Hegenbarth : sépulture d'après un dessin de ses mains
- Hans Jüchser : tombeau de Friedrich Press
- Eduard Leonhardi : sculpture de Robert Henze
- Friedrich Press : auteur de sa propre sculpture
- Hans Theo Richter : sculpture de Friedrich Press
- Sascha Schneider : buste sculpté par Paul Peterich
- Willy Wolf et Annemarie Wolff née Balden : sculpture de Willy Wolf
- Oskar Zwintscher : sculpture de Sascha Schneider Garçon avec un flambeau baissé

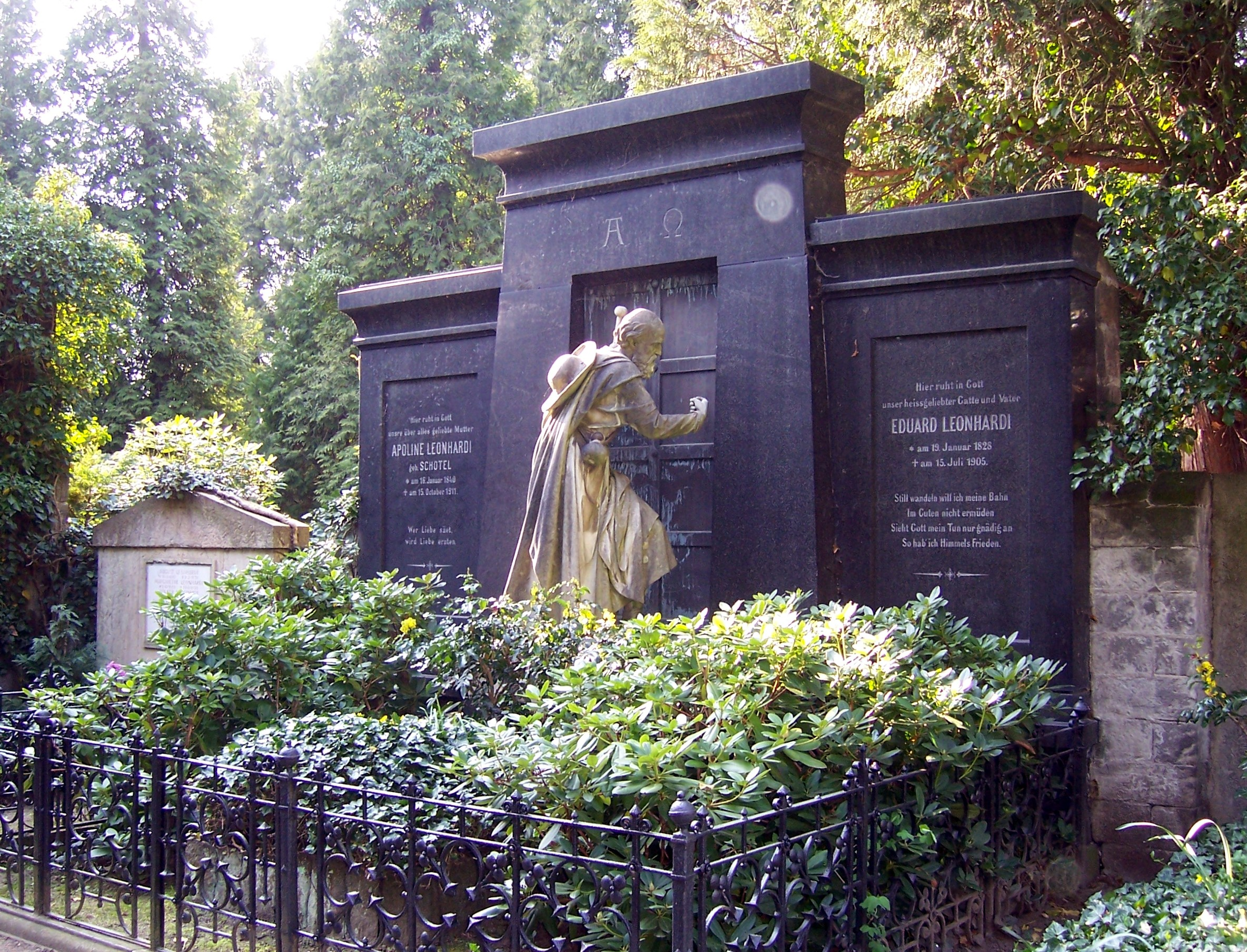
Sépulture d'Eduard Leonhardi et de sa famille : Le Pèlerin frappant à la porte
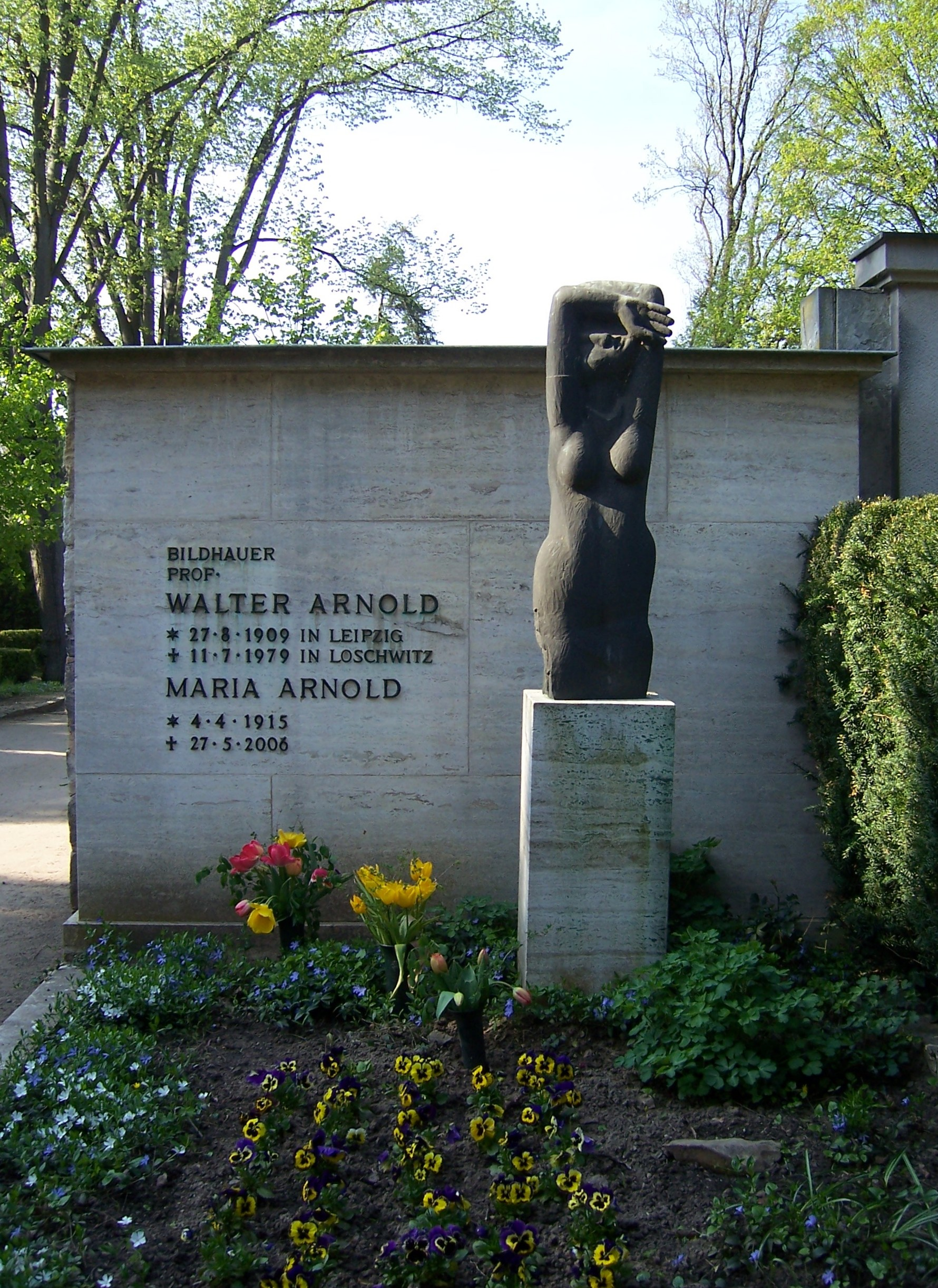
Sépulture de Walter Arnold
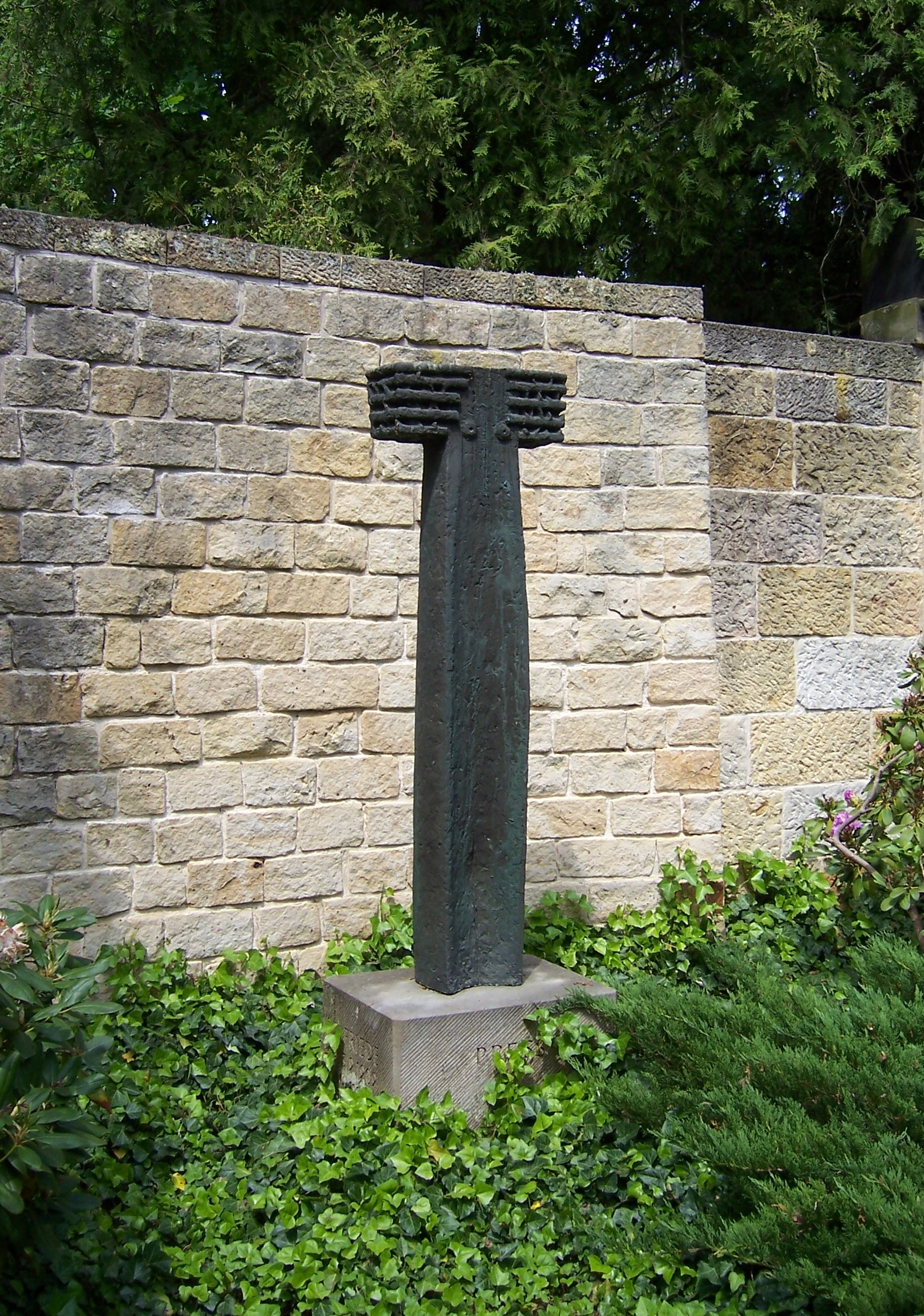
Sépulture de Friedrich Press
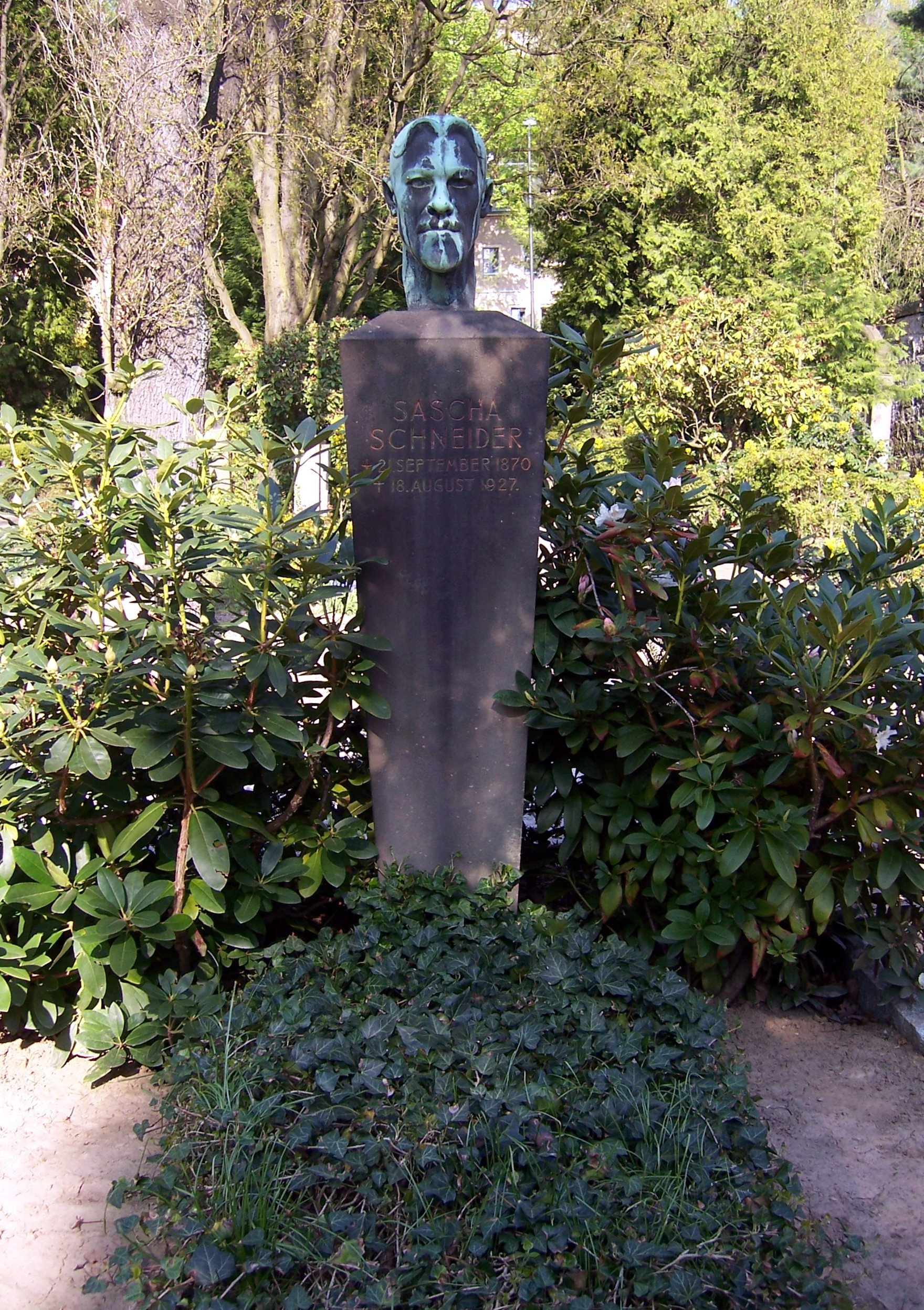
Sépulture de Sascha Schneider
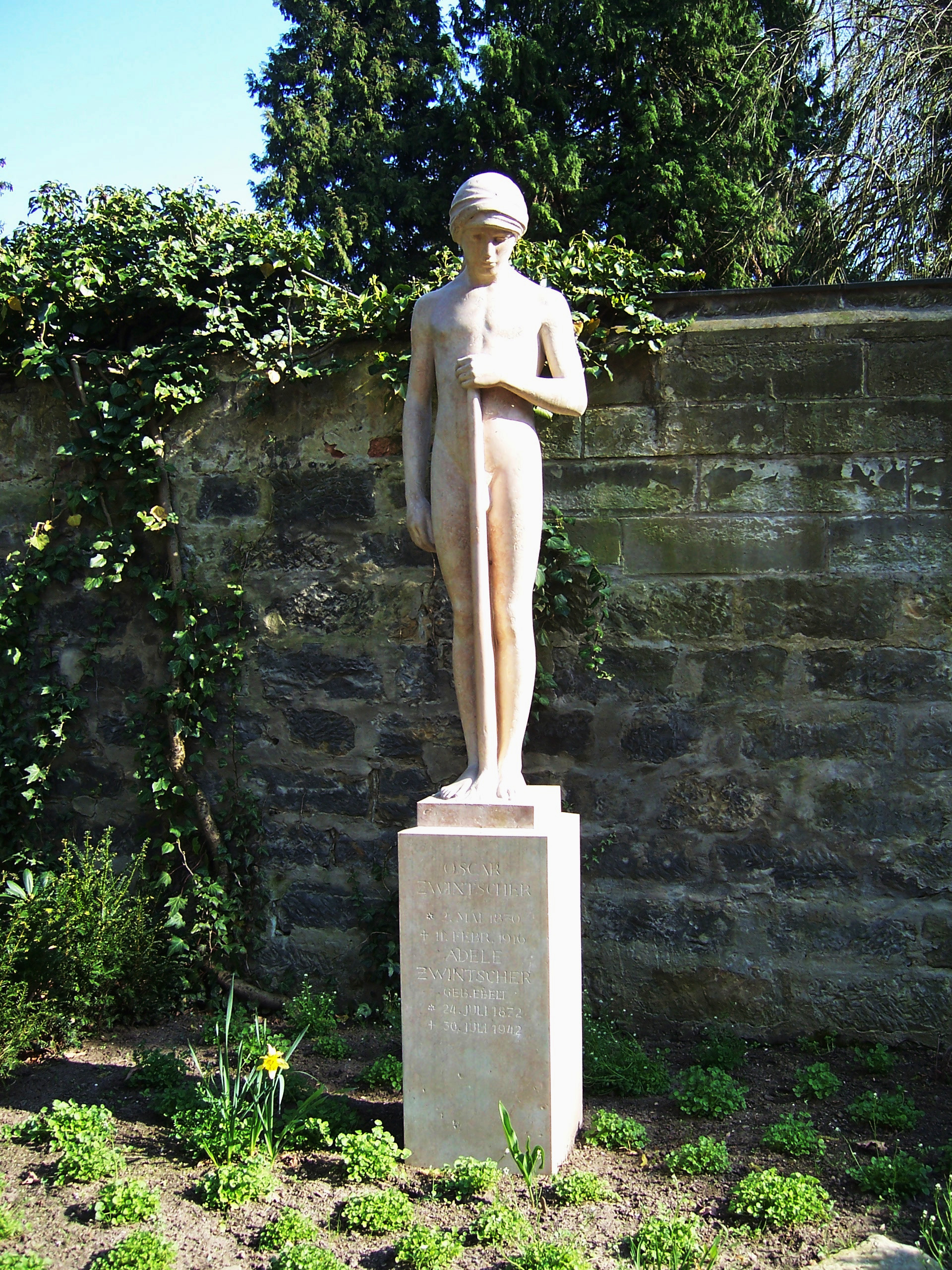
Sépulture d'Oskar Zwintscher
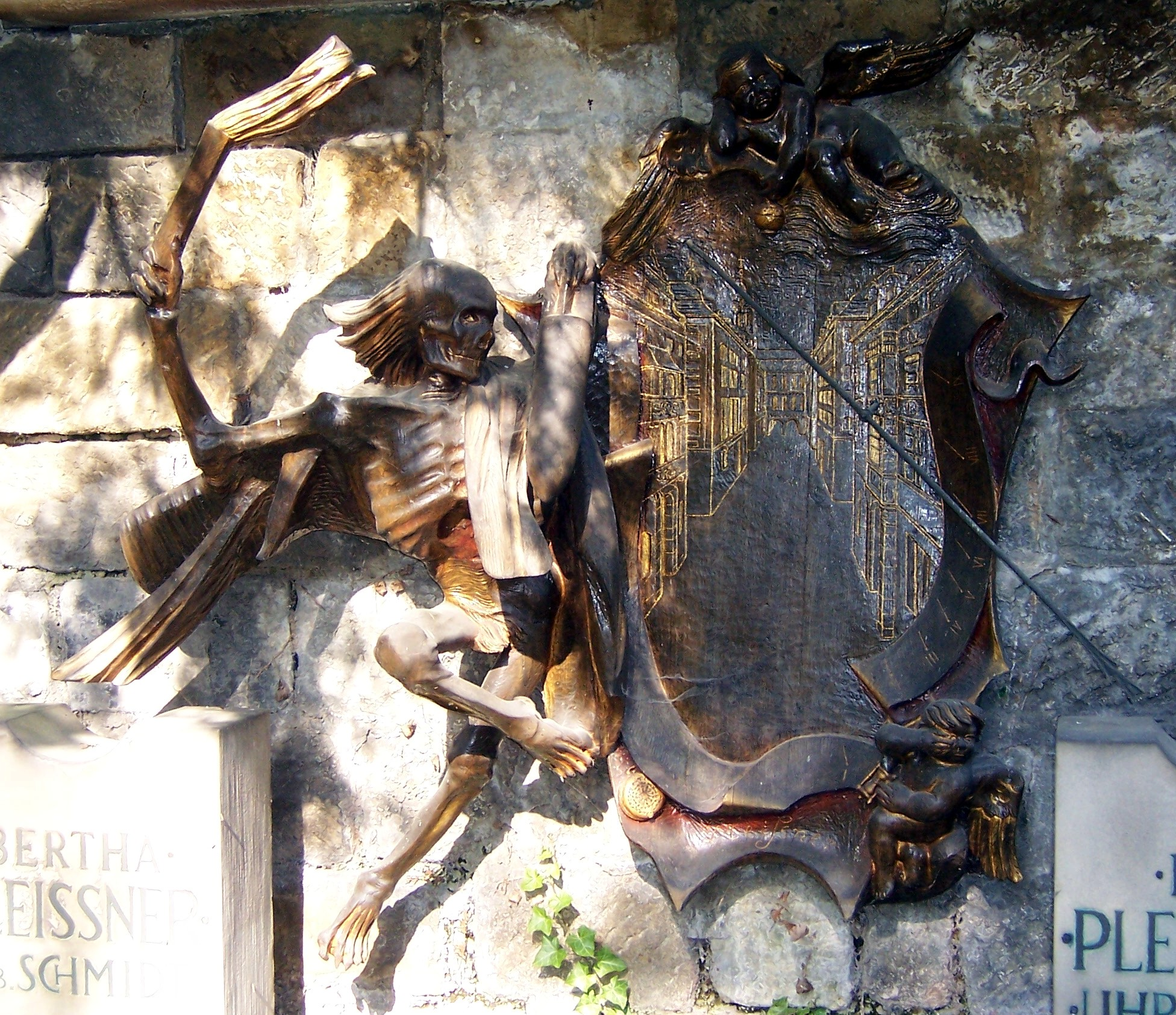
Sculpture de Friedrich Press: La Mort avec une bombe

### Autres tombes de personnalités
- Karl Kröner (1887-1972), peintre et écrivain
- Kurt Martens (1870-1945), écrivain
- Irena Rüther-Rabinowicz (1900-1979), peintre
- Osmar Schindler (1867-1927), peintre